# Wajikra (Sidra)
Wajikra (Biblisches Hebräisch וַיִּקְרָא ‚Und er rief‘ – zu ergänzen: den Mose) bezeichnet einen Leseabschnitt (Parascha oder Sidra genannt) der Tora und umfasst den Text Leviticus/Wajikra 1–5 (1 , 2 , 3 , 4 , 5  – ELB-Links: 1 , 2 , 3 , 4 , 5 ).
Es handelt sich um die Sidra des 1. Schabbats im Monat Nisan oder des 2. Schabbats im Monat Adar scheni.

## Wesentlicher Inhalt
- Anordnungen über die freiwilligen Opfer
  - Brandopfer (Ganzopfer): Groß- und Kleinvieh, Geflügel, die ganz auf den Altar kommen und völlig verbrannt werden
  - Speiseopfer (Mehlopfer): ein Teil wird verbrannt, der Hauptteil aber gehört dem Priester
  - Friedens- oder Mahlopfer: nur Fettstücke werden davon verbrannt
- Anordnungen über die Pflichtopfer
  - Sühnopfer des gesalbten = Hohenpriesters
  - Sühnopfer der gesamten Gemeinde
  - Sühnopfer eines Sippenhauptes
  - Sühnopfer einer Privatperson
- Anordnungen über Schuld- und Sühnopfer für einzelne Vergehen

## Haftara
Die zugehörige Haftara ist Jesaja 43,21–44,23 (43,21–28 , 44,1–23  – ELB-Links: 43,21–28 , 44,1–23 ).